# Стефан Кулинич
Стефан Кулинич е бан на Босна, управлявал през 1204 – 1221 година.
Още като млад бил даден в двора на унгарския крал Имре като заложник и там бил възпитан като католик. След смъртта на баща му бан Кулин през 1204 г. Стефан Кулинич бил обявен за бан на Босна. По време на управлението му в Босна широко се разпространява богомилството. През 1221 г. папа Хонорий III, след като изпратил в Босна своя легат Анкониус и той му доложил, че това учение е проникнало навсякъде, призовал унгарския крал Андраш II на кръстоносен поход срещу Босна. Вътрешните конфликти в Унгария попречили на Андраш да се отзове на апела на папата. Архиепископът на град Калоча в Унгария се съгласил да оглави кръстоносния поход при условие, че папата му предаде властта над Босна и папата се съгласил. През 1225 г. Босна била изведена от Далматинския диоцез и попаднала под юрисдикцията на архиепископа на Калоча. Архиепископът на Калоча се споразумял с управителя на Срем за организацията на съвместния кръстоносен поход. Това обаче подтикнало богомилите да свалят от трона Стефан Кулинич, който поддържал католицизма. Така през 1232 г. те сложили на престола Матей Нинослав, а Стефан намерил убежище при сина си Себислав, който бил княз на Усора.